# Michael Price
Michael Price est un compositeur, producteur et séquenceur musical britannique. Il a notamment composé des musiques pour le cinéma et la télévision.

## Discographie

### Compositeur
- 2003 : Injection fatale (LD 50 Lethal  Dose)
- 2006 : Les Fils de l'homme (Children Of Men)
- 2007 : Sugarhouse
- 2007 : Blind Date
- 2007 : Hot Fuzz
- 2008 : Wild Child
- 2009 : Petits meurtres à l'anglaise (Wild Target)
- 2010 : Sherlock (série TV)
- 2010 : Siren
- 2018 : Patrick de Mandie Fletcher

### Séquenceur musical et contributions à la musique
- 2000 : X-Men
- 2000 : Lara Croft: Tomb Raider
- 2000 : Frères d'armes (série TV)
- 2001 : Le Seigneur des anneaux : La Communauté de l'anneau (Lord Of The Rings: The Fellowship Of The Ring)
- 2002 : Insomnia
- 2002 : Le Seigneur des anneaux : Les Deux Tours (The Lord of the Rings: The Two Towers)
- 2003 : Le Seigneur des anneaux : Le Retour du roi (The Lord of the Rings: The Return of the King)
- 2003 : Love Actually
- 2004 : Bridget Jones : L'Âge de raison (Bridget Jones: The Edge Of Reason)
- 2006 : Les Fils de l'homme (Children Of Men)

## Distinctions
- 2002 : Remporte le Motion Picture Sound Editors Award du meilleur montage sonore pour Le Seigneur des anneaux : La Communauté de l'anneau
- 2003 : Nommé au Motion Picture Sound Editors Award du meilleur montage sonore pour Le Seigneur des anneaux : Les Deux Tours
- 2004 : Nommé au Motion Picture Sound Editors Award du meilleur montage sonore pour Le Seigneur des anneaux : Le Retour du roi
- 2007 : Nommé au Motion Picture Sound Editors Award du meilleur montage sonore pour Les Fils de l'homme
- 2010 : Nommé au BAFTA Television Award de la meilleure musique pour Sherlock (avec David Arnold)
- 2010 : Nommé au Royal Television Society Award de la meilleure musique pour Sherlock (avec David Arnold)
- 2014 : Remporte l'Emmy Awards de la meilleure musique pour Sherlock - Épisode The Last Vow (avec David Arnold)